# Italo dance
Italo dance és el nom d'un gènere musical derivat de l'eurodance que s'anomena així per la procedència italiana de molts dels seus productors més famosos. Es caracteritza per barrejar una melodia dance amb trets progressius i veus distorsionades (que canten en anglès o italià sobretot), en un ritme intermedi. L'estructura de la cançó compta amb una tornada que estructura les diferents parts, basades en la repetició de la melodia, i amb una pujada final optativa com altres gèneres de música electrònica comercial.
L'italo dance va sorgir als anys 90 i va consolidar-se a principis de segle XXI amb autors com Gigi D'Agostino, Mauro Picotto, Eiffel 65, Prezioso o DJ Ross, entre d'altres.